# أهل الخصاص (بني عزيز)
أهل الخصاص هو دُوَّار يقع بجماعة تادرت، إقليم جرسيف، جهة الشرق في المملكة المغربية. ينتمي الدوّار لمشيخة بني عزيز التي تضم 6 دواوير. يقدر عدد سكانه بـ 594 نسمة حسب الإحصاء الرسمي للسكان والسكنى لسنة 2004.

## روابط خارجية
- البوابة الوطنية للجماعات الترابية
- المندوبية السامية للتخطيط